# Capitão-de-saíra-amarelo
Capitão-de-saíra-amarelo (nome científico: Attila spadiceus) é uma espécie de ave passeriforme da família dos tiranídeos (Tyrannidae), endêmica da América Central e América do Sul.

## Taxonomia
O capitão-de-saíra-amarelo foi formalmente descrito em 1789 pelo naturalista alemão Johann Friedrich Gmelin em sua edição revisada e ampliada do Systema Naturae de Carlos Lineu, que o colocou junto com o papa-moscas no gênero Muscicapa e cunhou o nome binomial Muscicapa spadicea. O epíteto específico vem do latim spadiceus, que significa "cor de castanha" ou "cor de tâmara". Gmelin baseou sua descrição no "papa-moscas-de-garganta-amarela" de Caiena, que havia sido descrito em 1783 pelo ornitólogo inglês John Latham em seu livro A General Synopsis of Birds. O capitão-de-saíra-amarelo é agora um dos sete papa-moscas colocados no gênero Attila, que foi introduzido em 1831 pelo naturalista francês René Lesson.
Doze subespécies são reconhecidas:
- A. S. pacificus Hellmayr, 1929 – noroeste do México;
- A. S. cozumelae Ridgway, 1885 – Cozumel (México);
- A. S. gaumeri Salvin & Godman, 1891 – península de Iucatã e ilhas próximas;
- A. S. flammulatus Lafresnaye, 1848 – sudeste do México até Belize e centro-norte de Honduras;
- A. S. salvadorensis Dickey & Van Rossem, 1929 – El Salvador ao noroeste da Nicarágua;
- A. s. citreopyga (Bonaparte, 1854) – sudeste de Honduras e Nicarágua ao oeste do Panamá;
- A. s. sclateri Lawrence, 1862 – leste do Panamá e noroeste da Colômbia;
- A. s. caniceps Todd, 1917 – norte, centro-norte da Colômbia;
- A. s. parvirostris Allen, JA, 1900 – nordeste da Colômbia e noroeste da Venezuela;
- A. s. parambae Hartert, EJO, 1900 – oeste da Colômbia e noroeste do Equador;
- A. s. spadiceus (Gmelin, JF, 1789) – sudeste da Colômbia, oeste e norte da Venezuela, Trindade e Tobago, Guianas, leste do Equador, leste do Peru, norte da Bolívia e norte do Brasil;[2]
- A. s. uropygiatus (Wied-Neuwied, M, 1831) – sudeste do Brasil (Pernambuco, Alagoas, Bahia e Espírito Santo).[9]

Algumas variações de coloração de Attila spadiceus foram anteriormente tratadas como espécies distintas — como “A. viridescens” e “A. wightii” — conforme proposto por Robert Ridgway (1907). O grupo de subespécies flammulatus, presente na América Central, também foi considerado por Ridgway (1907) uma espécie separada de A. spadiceus. Além disso, ele classificou a subespécie parvirostris, do nordeste da Colômbia, e sua forma ruiva, A. rufipectus, como espécies distintas. Posteriormente, Carl Eduard Hellmayr (1929) reuniu todas essas formas sob A. spadiceus, interpretação que passou a ser adotada por todas as classificações subsequentes. No entanto, D. W. Leger e D. J. Mountjoy (2003) identificaram diferenças vocais marcantes entre as populações sul-americanas e centro-americanas de A. spadiceus, sugerindo fortemente a existência de pelo menos duas espécies distintas. Ainda assim, essas análises não incluíram adequadamente as populações localizadas a oeste dos Andes na América do Sul, que, segundo P. Coopmans (comunicação pessoal), apresentam vocalizações semelhantes às do grupo flammulatus da América Central.

## Distribuição e habitat
O capitão-de-saíra-amarelo ocorre no Belize, Bolívia, Brasil (estados do Acre, Alagoas, Amapá, Amazonas, Bahia, Ceará, Espírito Santo, Maranhão, Mato Grosso, Minas Gerais, Pará, Pernambuco Piauí, Rio de Janeiro, Rondônia, Roraima, Tocantins), Colômbia, Costa Rica, Equador, El Salvador, Guiana Francesa, Guatemala, Guiana, Honduras, México, Nicarágua, Peru, Suriname, Trindade e Tobago e Venezuela. No Brasil, está presente nos biomas da Amazônia, Caatinga, Cerrado, Mata Atlântica e Pantanal, nas bacias hidrográficas do Araguaia, da foz do Amazonas, do Contas, do Doce, do Gurupi, do Itapecuru, do Paraguaçu, do Jequitinhonha, do litoral do Amapá, Alagoas, Pernambuco, Paraíba, Bahia, Espírito Santo, Ceará e Piauí, do Madeira, do Mearim, do Negro, do Paraguai 03, do Baixo e Médio Parnaíba, do Paru, do Purus, do Solimões, do Tapajós, do Alto e Baixo Tocantins, do Trombetas e do Xingu. Habita uma variedade de ambientes, incluindo florestas úmidas de planície, matas alagáveis, florestas montanas e suas bordas, além de vegetação secundária, clareiras, plantações e jardins com árvores altas. Também ocorre em florestas decíduas semiáridas e em áreas arbustivas de formações florestais e savânicas. Utiliza preferencialmente os estratos médio e alto da mata, embora ocasionalmente desça ao solo. É encontrado geralmente abaixo de 1 500 metros de altitude, podendo, em casos isolados, atingir até 2 100 metros.

## Ecologia
O capitão-de-saíra-amarelo vive por volta de 3,1 anos e não pratica migração. É uma espécie ativa, agressiva e barulhenta, geralmente vista sozinha. Alimenta-se de insetos, aranhas, sapos e lagartos retirados da vegetação ou do solo. Persegue a presa a pé, bem como ataca em pequenas investidas, e segue colunas de formigas de correição. Também consome muitas frutas, como gumbo-limbo (Bursera simaruba) e menos frequentemente Cymbopetalum mayanum, e sementes. Forrageia solitário ou aos pares e raramente acompanha bandos mistos.
O capitão-de-saíra-amarelo faz seu ninho numa cavidade profunda de musgos, folhas e fibras vegetais; ele pode ser construído geralmente a menos de três metros de altura, entre epífitas, entre raízes de suporte ou num barranco, não necessariamente na floresta. A ninhada típica é de três a quatro ovos com manchas lilases ou ruivas, branco-opacos ou rosados. A incubação pela fêmea dura de 18 a 19 dias até a eclosão, com mais 18 dias até a formação dos filhotes.
As aves da América Central têm estruturas de canto ligeiramente diferentes e também tendem a uma plumagem ocre mais clara, independentemente da regra de Gloger; às vezes são separados como Attila flammulatus. Seu canto característico dado ao amanhecer foi analisado em detalhes: variáveis weerys que podem se tornar weery'os, e muitas vezes terminam num woo-whit; uma máquina de estados finita foi desenvolvida para simular tal estrutura.

## Conservação
no Brasil, em 2005, o capitão-de-saíra-amarelo foi classificado como Vulnerável (VU) na Lista de Espécies da Fauna Ameaçadas do Espírito Santo. Em 2018, a subespécie nominal foi definida como pouco preocupante (LC), e a subespécie A. s. uropygiatus como vulnerável (VU) na Lista Vermelha do Livro Vermelho da Fauna Brasileira Ameaçada de Extinção do Instituto Chico Mendes de Conservação da Biodiversidade (ICMBio); em 2021, foi mencionado na Lista de Aves do Ceará e em 2022, foi classificado como em perigo (EN) na Lista Vermelha de Espécies Ameaçadas da Fauna do Ceará.

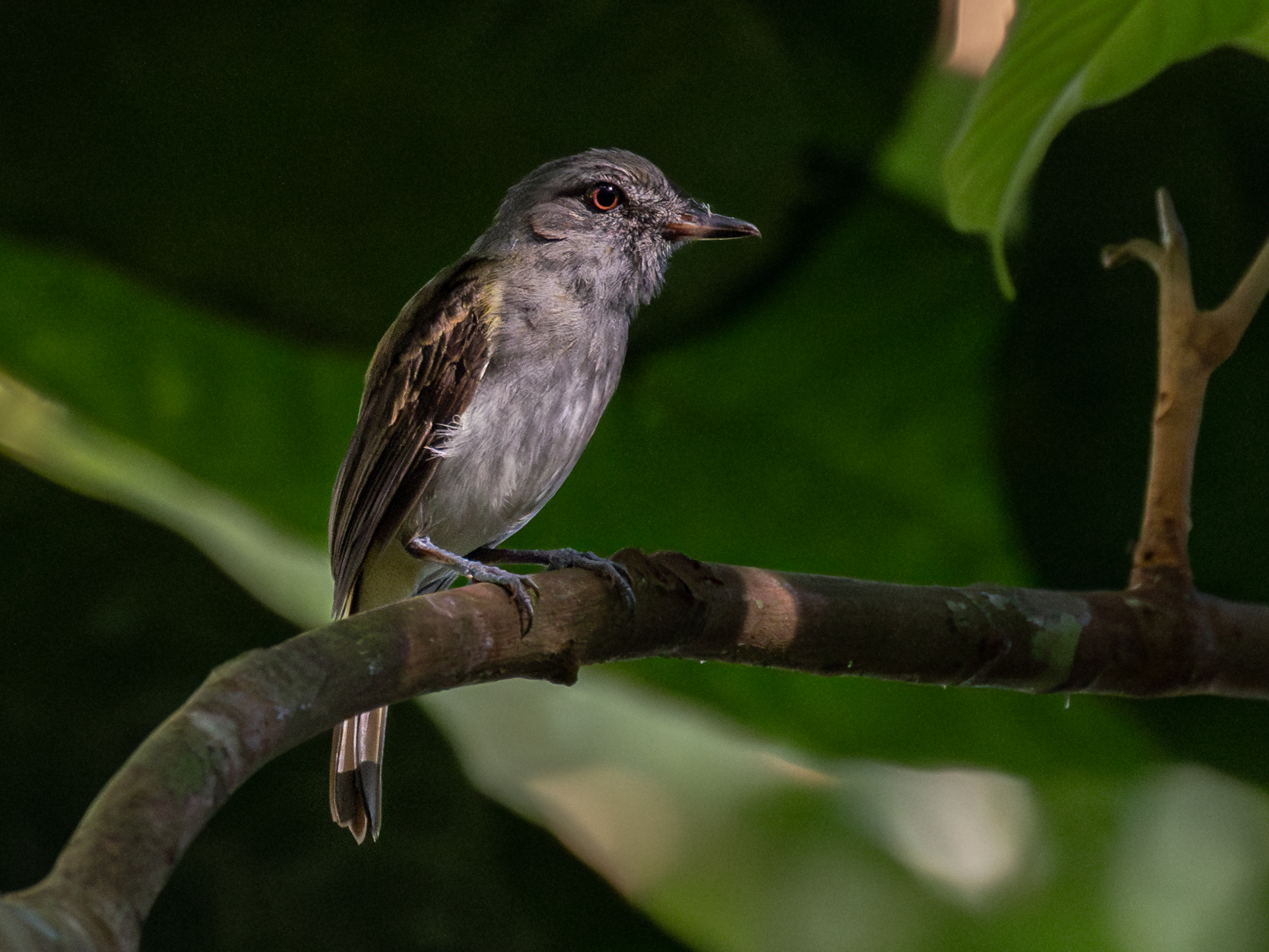
Indivíduo avistado no Parque Nacional da Amazônia, em Itaituba, no Pará

Desde 2021, o capitão-de-saíra-amarelo é classificado como Pouco Preocupante (LC) na Lista Vermelha de Espécies Ameaçadas da União Internacional para a Conservação da Natureza (IUCN / UICN), pois ocorre numa distribuição extremamente grande e não se aproxima dos limiares para Vulnerável sob o critério de tamanho de distribuição (segundo a IUCN, extensão de ocorrência < 20 mil quilômetros quadrados combinada com um tamanho de distribuição decrescente ou flutuante, extensão/qualidade do habitat ou tamanho populacional e um pequeno número de locais ou fragmentação severa). Sabe-se que suas populações estão em tendência decrescente, mas o declínio não é suficientemente rápido para se aproximar dos limiares para vulnerável (> 30% de declínio ao longo de dez anos ou três gerações) e sua população é muito grande, o que igualmente descaracteriza a classificação como vulnerável (< 10 mil indivíduos maduros com um declínio contínuo estimado em > 10% em dez anos ou três gerações, ou com uma estrutura populacional especificada).
Embora se assuma que a população da espécie está decrescendo, estima-se que haja de 500 mil a 5 milhões de indivíduos maduros. Não está sujeito aos planos de recuperação e conservação das instituições responsáveis dada a sua grande população, mas é sabido que está presente em áreas de conservação de espécies ao longo de toda a área na qual é endêmico. A subespécie A. s. uropygiatus habita uma área de 212 quilômetros quadrados, numa porção do território brasileiro onde sofre forte pressão antrópica (conversão de áreas naturais em agrícolas e pecuária), gerando perda da qualidade de habitat.

### Áreas de conservação
No Brasil, o capitão-de-saíra-amarelo está presente em muitas áreas de conservação:
Áreas de Proteção Ambiental (APA)
- Costa de Itacaré/Serra Grande
- Baixada Maranhense
- Muricí
- Caverna do Maroaga
- Lago de Tucuruí
- Ilha do Bananal/Cantão
- Lago de Santa Isabel
- Área de Proteção Ambiental Margem Esquerda do Rio Negro
- Santo Antônio
- Xeriuini

Áreas de Proteção Ambiental Estadual (Arie)
- Dinâmica Biológica de Fragmentos Florestais

Estações Ecológicas (ESEC)
- Terra do Meio
- Maracá
- Murici
- Niquiá
- Mata do Cedro

Florestas Nacionais (FLONA)
- Amaná
- Carajás
- Tapajós
- Jamanxim
- Jamari
- Mapiá-Inauini
- Pau-Rosa
- Saracá-Taquera
- Tapirape-Aquiri
- Tefé

Parques Nacionais (PARNA)
- Amazônia
- Cabo Orange
- Campos Ferruginosos
- Viruá
- Jaú
- Mapinguari
- Montanhas do Tumucumaque
- Serra da Cutia
- Serra das Lontras
- Serra do Divisor
- Serra do Pardo
- Descobrimento
- Monte Pascoal

Reservas Biológicas (REBIO)
- Sooretama
- Córrego Grande
- Gurupi
- Jaru
- Rio Trombetas
- Tapirapé
- Uatumã

Reservas Extrativistas (RESEX)
- Rio Cajari

Florestas Estaduais (FES)
- Amapá

Parques Estaduais (PE)
- Rio Negro Setor Sul

Reservas Particulares do Patrimônio Natural (RPPN)
- Salto Apepique
- Adão e Eva
- Aldeia Ekinox
- Araçari
- Ecoparque de Una
- Fazenda Pioneira
- Fazenda Sayonara
- Laço de Amor
- Lote Cristalino
- Seringal Assunção
- Seringal Triunfo

Terra Indígena (TI)
- Barra Velha
- Igarapé Lourdes
- Mamoadate
- Sai-Cinza
- São Marcos

Outras áreas
- Veracel